# Ночера Умбра
Ночѐра У̀мбра (на италиански: Nocera Umbra) е градче и община в Централна Италия, провинция Перуджа, регион Умбрия. Разположено е на 520 m надморска височина. Населението на общината е 6175 души (към 2010 г.).